# Saint-Ouën-des-Vallons
Saint-Ouën-des-Vallons korábbi község Franciaország Loire mente régiójában, Maine-et-Loire megyében. Lakosainak száma 182 fő (2018. január 1.). Saint-Ouën-des-Vallons La Bazouge-des-Alleux, Brée, Deux-Évailles, Gesnes, Montourtier és Montsûrs községekkel határos.
2019. január 1-jén három másik községgel egyesült és Montsûrs új község része lett.

## Népesség
A település népessége az elmúlt években az alábbi módon változott:
| Lakosok száma | 220  | 193  | 180  | 174  | 170  | 202  | 199  | 186  | 183  | 182  |
|               | 1968 | 1975 | 1982 | 1999 | 2006 | 2011 | 2013 | 2016 | 2017 | 2018 |